# Рельсовый автобус серии 810
Серия 810 (чеш. řady 810; до 1 января 1988 года — серия M 152.0) — самый распространённый тип чешских рельсовых автобусов. Они используются на региональных линиях с малым пассажиропотоком. Всего было изготовлено 680 вагонов этой модели, из них два — для колеи 1520 мм (ранее — серия M 152.5, после 1 января 1988 года — серия 810.8).
Рельсовые автобусы данной серии изготовлялись предприятием Vagónka Studénka с 1975 (прототипы — с 1973) по 1982 годы. Часть из них всё ещё[когда?]

 находится в эксплуатации.

## Конструкция
Несущий сварной кузов имеет лёгкий вес и установлен на двух одноосных тележках.
Силовая установка расположена под вагоном и состоит из дизельного двигателя LIAZ ML 634, автоматической гидромеханической передачи Praga 2 M 70, коленвала и одноосного редуктора. Мотор и передача были взяты из изготовлявшегося в то время автобуса Karosa ŠM 11. Последняя была приспособлена для работы на железнодорожном транспорте путём увеличения кратности гидродинамического преобразователя, блокировки реверса в положении «вперёд», улучшением системы масляного охлаждения и настройкой систем управления для работы на напряжении 48 вольт.
Внутреннее помещение разделено на салон, две кабины машиинста и два тамбура (в переднем находится вход в санузел, панель выключателей и пять складных кресел). Общая пассажировместимость салона — 50 человек. Двери вагона пневматические, могут открываться как вручную так и из кабины (закрываются только из последней). Отопление осуществляется нагнетанием горячего воздуха из системы охлаждения двигателя, а также может быть обеспечено запасным дизель-генератором.
Несколько вагонов может соединяться в один поезд. Возможно управление дверьми всего состава в одной кабине и зарядка батарей двух прицепных вагонов. Тем не менее, управление двигателями разных вагонов конструкцией не предусмотрено.
Несмотря на то что рамы предусматривают вставку двойных окон, для экономии средств вставлялись одинарные.

## Галерея
- Интерьер вагона серии 810
- Сцепка, состоящая из моторных вагонов серии 810 и прицепных серии 010
- Рельсовый автобус серии 810